# Proislandiana
Proislandiana là một chi nhện trong họ Linyphiidae.